# Melanoidine
Con il nome melanoidine si indica una classe di sostanze organiche, a cui corrisponde la formula empirica C17-18H26-27O10N. Tali sostanze sono costituite da macromolecole il cui peso molecolare si aggira intorno a 5.000-40.000 u.
Presentano colore scuro e un odore tipico del pane appena sfornato o del caffè tostato.
Si formano durante la cottura dei cibi a partire dagli zuccheri, attraverso la reazione di Maillard.

## Applicazioni
In ambito cosmetico, si producono tali sostanze facendo reagire la cheratina della pelle con l'diidrossiacetone presente nelle creme solari autoabbronzanti; in tale maniera la pelle si scurisce grazie alle melanoidine prodotte, le quali però non proteggono dai raggi UV.